# As (歌手)
as（あす、1986年〈昭和61年〉1月30日 - 2011年〈平成23年〉12月30日）は、日本の歌手。本名:小池 珠美（こいけ たまみ）。東京都出身。R and C、元ダブルウィング所属。血液型A型。

## 略歴
- 14歳の時に最年少で横須賀の米軍基地でライブを行う。その後、小池珠美からコイケタマミに芸名を変更。
- 2003年 - シングル『BIRTH』が発売される。
- 2004年10月 - コイケタマミからtamamiに改名。
- 2005年1月 - tamamiからasに改名する。
- 2005年2月23日 - asとしてシングル『タイムカプセル』でデビュー。
- 2006年6月7日 - 1stアルバム『and song』をリリース。
- この間、病気療養のため音楽活動を休止
- 2007年2月23日 - asとして活動終了。tamamiでの活動へ移行。
- 2011年12月30日 - 12月18日に発作から呼吸困難に陥り救急搬送されるも、意識が戻らないまま死去。25歳没。翌年1月9日に本人オフィシャルサイトで訃報が報告された[1]。

## メモ
- 大学では芸術（写真）を専攻。
- 名前は「and song」に由来。「歌と共に」という意味が込められている。

## 主な作品

### シングル
- 『BIRTH』（コイケタマミとして発売）
- 1st Maxi Single『タイムカプセル』（2005年2月23日発売、品番:YRCN-10079）
アトラス『DIGITAL DEVIL SAGA アバタール・チューナー2』エンディングテーマ
- 2nd Maxi Single『僕はずっと』（2005年7月27日発売、品番:YRCN-10100）
フジテレビ系『HEY!HEY!HEY! MUSIC CHAMP』エンディングテーマ
- 3rd Maxi Single『帰り道』（2005年10月19日発売、品番:YRCN-10112）
- 4th Maxi Single『sky』（2006年4月19日発売、品番:YRCN-10139～40＝初回限定盤・as feat. Maika(Mi)「タイムカプセル」の特典CD付、品番:YRCN-10141＝通常盤）

### アルバム
- 1st Album『and song』（2006年6月7日発売、品番:YRCN-11080）

### DVD
（ダブルウィングのアーティストとして参加）
- 『つばさ祭り'06 -春の陣 』（2006年6月21日発売、品番:TRAK40〈つばさレコード〉）
- 『つばさ祭り'06 -秘密の陣 』（2006年11月29日発売、品番:YRBN-13143）

### 音楽配信限定曲
- 『sky』（2006年1月19日配信開始）（PS2ゲーム「ブレイジングソウルズ」オープニング曲）

### 映画
- 『Star Light』（石橋綾香役、2001年製作、2002年5月15日DVD発売、小池珠美として出演）

## ラジオ番組
- FMヨコハマ and song 日曜日21:00 - 21:30
- TBCラジオ Love Love LIVE 月曜日22:10 - 22:30